# Sakıb Aytaç
Sakıb Aytaç (Smirne, 24 novembre 1991) è un calciatore turco, difensore dell'Esenler Erokspor.

## Carriera
Cresciuto nelle giovanili del Dardanel, ha esordito il 26 aprile 2009 in un match pareggiato 1-1 contro il Gaziosmanpaşaspor.

## Statistiche

### Presenze e reti nei club
Statistiche aggiornate al 30 gennaio 2017.
| Stagione                   | Squadra                    | Campionato                 | Campionato | Campionato | Coppe nazionali | Coppe nazionali | Coppe nazionali | Coppe continentali | Coppe continentali | Coppe continentali | Altre coppe | Altre coppe | Altre coppe | Totale | Totale | Totale |
| Stagione                   | Squadra                    | Comp                       | Pres       | Reti       | Comp            | Pres            | Reti            | Comp               | Pres               | Reti               | Comp        | Pres        | Reti        | Pres   | Reti   |        |
| -------------------------- | -------------------------- | -------------------------- | ---------- | ---------- | --------------- | --------------- | --------------- | ------------------ | ------------------ | ------------------ | ----------- | ----------- | ----------- | ------ | ------ | ------ |
| 2008-2009                  | Dardanel                   | 2L                         | 6          | 0          | CT              | 0               | 0               |                    | -                  | -                  |             | -           | -           | 6      | 0      |        |
| 2009-2010                  | Dardanel                   | 1L                         | 27         | 1          | CT              | 0               | 0               |                    | -                  | -                  |             | -           | -           | 27     | 1      |        |
| 2010-2011                  | Dardanel                   | 2L                         | 21         | 1          | CT              | 1               | 0               |                    | -                  | -                  |             | -           | -           | 22     | 1      |        |
| Totale Dardanel            | Totale Dardanel            | Totale Dardanel            | 54         | 2          |                 | 1               | 0               |                    | -                  | -                  |             | -           | -           | 55     | 2      |        |
| 2011-2012                  | Gençlerbirliği             | SL                         | 0          | 0          | CT              | 0               | 0               |                    | -                  | -                  |             | -           | -           | 0      | 0      |        |
| 2011-2012                  | Denizlispor                | 1L                         | 0          | 0          | CT              | 0               | 0               |                    | -                  | -                  |             | -           | -           | 0      | 0      |        |
| 2012-2013                  | Tavşanlı Linyitspor        | 1L                         | 15         | 0          | CT              | 0               | 0               |                    | -                  | -                  |             | -           | -           | 15     | 0      |        |
| 2013-2014                  | Tavşanlı Linyitspor        | 1L                         | 32         | 0          | CT              | 1               | 0               |                    | -                  | -                  |             | -           | -           | 33     | 0      |        |
| Totale Tavşanlı Linyitspor | Totale Tavşanlı Linyitspor | Totale Tavşanlı Linyitspor | 47         | 0          |                 | 1               | 0               |                    | -                  | -                  |             | -           | -           | 48     | 0      |        |
| 2014-2015                  | Antalyaspor                | 1L                         | 32         | 3          | CT              | 1               | 0               |                    | -                  | -                  |             | -           | -           | 33     | 3      |        |
| 2015-2016                  | Antalyaspor                | SL                         | 20         | 1          | CT              | 5               | 1               |                    | -                  | -                  |             | -           | -           | 25     | 2      |        |
| 2016-2017                  | Antalyaspor                | SL                         | 27         | 0          | CT              | 1               | 0               |                    | -                  | -                  |             | -           | -           | 28     | 0      |        |
| 2017-2018                  | Antalyaspor                | SL                         | 17         | 0          | CT              | 3               | 0               |                    | -                  | -                  |             | -           | -           | 20     | 0      |        |
| Totale carriera            | Totale carriera            | Totale carriera            | 197        | 5          |                 | 12              | 1               |                    | -                  | -                  |             | -           | -           | 109    | 6      |        |